# Roundabout
Roundabout foi uma pequena vila localizada a oeste de St. Lawrence perto de Lawn.